# Староусманово
Староусманово (баш. Иҫке Уҫман) — деревня в Благоварском районе Республики Башкортостан Российской Федерации. Входит в состав Балышлинского сельсовета. 

## География

### Географическое положение
Расстояние до:
- районного центра (Языково): 30 км,
- центра сельсовета (Балышлы): 5 км,
- ближайшей ж/д станции (Шингак-Куль): 11 км.

## Население
| 2002 | 2009 | 2010 |
| ---- | ---- | ---- |
| 81   | ↘66  | ↗72  |

Согласно переписи 2002 года, преобладающая национальность — башкиры (95 %).

## Религия
В деревне есть мечеть.